# Electric Ladyland
Electric Ladyland é o terceiro e último álbum de estúdio de The Jimi Hendrix Experience, lançado em 1968.
Este álbum é visto como o auge da maestria de Jimi Hendrix como guitarrista, e é frequentemente citado como um dos maiores álbuns de rock de todos os tempos. Não foi somente o último álbum do The Jimi Hendrix Experience, mas também o último álbum de estúdio a ser profissionalmente produzido sob sua supervisão. Após Electric Ladyland, Hendrix passou os dois últimos anos de sua vida tentando organizar uma nova banda e gravando uma grande quantidade de músicas.
| Críticas profissionais                                                      | Críticas profissionais |
| Avaliações da crítica                                                       | Avaliações da crítica  |
| Fonte                                                                       | Avaliação              |
| --------------------------------------------------------------------------- | ---------------------- |
| Uncut                                                                       | [ 1 ]                  |
| allmusic                                                                    | [ 2 ]                  |
| Blender                                                                     | [ 3 ]                  |
| Robert Christgau                                                            | [ 4 ]                  |
| Rolling Stone                                                               | (favorável)            |
| BBC                                                                         | (favourável)           |
| Esta tabela precisa de ser acompanhada por texto em prosa. Consulte o guia. |                        |

## Faixas
Todas as canções são de Jimi Hendrix, exceto onde comentado
| N.º | Título                                      | Compositor(es) | Duração |  |
| 1.  | "…And The Gods Made Love"                   | Jimi Hendrix   | 1:21    |  |
| 2.  | "Have You Ever Been (to Electric Ladyland)" | Jimi Hendrix   | 2:12    |  |
| 3.  | "Crosstown Traffic"                         | Jimi Hendrix   | 2:25    |  |
| 4.  | "Voodoo Chile"                              | Jimi Hendrix   | 15:05   |  |
| 5.  | "Little Miss Strange"                       | Noel Redding   | 2:50    |  |
| 6.  | "Long Hot Summer Night"                     | Jimi Hendrix   | 3:30    |  |
| 7.  | "Come on (Let The Good Times Roll)"         | Earl King      | 4:10    |  |
| 8.  | "Gypsy Eyes"                                | Jimi Hendrix   | 3:46    |  |
| 9.  | "Burning Of The Midnight Lamp"              | Jimi Hendrix   | 3:44    |  |
| 10. | "Rainy Day, Dream Away"                     | Jimi Hendrix   | 3:43    |  |
| 11. | "1983… (A Merman I Should Turn To Be)"      | Jimi Hendrix   | 13:46   |  |
| 12. | "Moon, Turn The Tides… Gently Away"         | Jimi Hendrix   | 1:01    |  |
| 13. | "Still Raining, Still Dreaming"             | Jimi Hendrix   | 4:24    |  |
| 14. | "House Burning Down"                        | Jimi Hendrix   | 4:35    |  |
| 15. | "All Along The Watchtower"                  | Bob Dylan      | 4:01    |  |
| 16. | "Voodoo Child (Slight Return)"              | Jimi Hendrix   | 5:14    |  |

## Integrantes
- Jimi Hendrix — vocal, guitarra, piano, baixo em "Have You Ever Been (To Electric Ladyland)", "Long Hot Summer Night", "Gypsy Eyes", "1983" "House Burning Down" e "All Along the Watchtower"
- Noel Redding — baixo em Crosstown Traffic", "Little Miss Strange", "Come On (Let the Good Times Roll)", "Burning of the Midnight Lamp" e "Voodoo Child (Slight Return)", guitarra acústico e vocal principal em "Little Miss Strange.
- Mitch Mitchell — bateria (exceto em "Rainy Day Dream Away" e "Still Raining, Still Dreaming")

Músicos adicionais
- Jack Casady - baixo em "Voodoo Chile"
- Brian Jones - percussão em "All Along the Watchtower"
- Al Kooper - piano em "Long Hot Summer Night"
- Dave Mason - doze cordas de guitarra em "All Along the Watchtower", backing vocals em "Crosstown Traffic"
- The Sweet Inspirations - backing vocals em "Burning of the Midnight Lamp"
- Steve Winwood - órgão em "Voodoo Chile"
- Chris Wood - flauta em  "1983... (A Merman I Should Turn to Be)

Em "Rainy Day, Dream Away" e "Still Raining, Still Dreaming":
- Larry Faucette - congas
- Mike Finnigan - órgão
- Buddy Miles - bateria
- Freddie Smith - saxofone tenor